# Caseopsis agilis
Caseopsis agilis és una espècie extinta de sinàpsid de la família dels casèids que visqué durant el Permià inferior en allò que avui en dia és Nord-amèrica. Se n'han trobat restes fòssils a Texas (Estats Units). Es tracta de l'única espècie del gènere Caseopsis.
C. agilis és un casèid de mida mitjana conegut per restes molt fragmentàries. L'holotip, FMNH UR 253, es compon d'un crani i maxil·lars, una vèrtebra lumbar, fragments d'altres vèrtebres, diverses costelles, part de l'omòplat esquerre, un radi, una ulna, una pelvis, un fèmur, parts d'una tíbia i d'un peroné i alguns ossos del peu. Fou descobert en un estrat de fangolita roja sorrenca, a la base de la part superior de la formació de San Angelo. Segons Olson, l'esquelet devia estar gairebé complet en el moment de la seva deposició, però una descomposició química dels ossos després del seu soterrament i l'erosió en destruïren una part considerable abans del seu descobriment. Un segon esquelet descobert a la mateixa regió de Texas prové d'un nivell estratigràfic lleugerament més recent, compost de fangolites roges situades al cim de la formació de San Angelo. Aquest espècimen, una mica més gros que l'holotip, és més fragmentari i es compon d'una extremitat proximal de radi, una tíbia, un peroné, un fragment d'extremitat distal de fèmur i fragments de costelles. És atribuït a Caseopsis cf. agilis perquè els seus pocs vestigis no permeten situar-lo o distingir-lo de l'espècie tipus amb certesa.
Segons Olson, el crani es componia de diversos fragments, però tan sols en descrigué un maxil·lar superior incomplet. Aquest os fa pensar que el crani devia ser diminut en comparació amb la resta del cos, com és habitual en els casèids. Aquest maxillaire conserva sis dents més o menys completes, dotades de tres petites cúspides. L'esquelet postcranial es distingiria principalment per elements esquelètics de construcció lleugera. Els ossos dels membres en particular són descrits com llargs i prims, i la làmina de l'ili és alta. Lels superfícies articulars dels ossos dels membres són petites respecte a les d'altres caséidés de mida comparable. Així doncs, per a Olson, la construcció lleugera de l’animal i l'alçada de les làmines del maluc indica que Caseopsis presumiblement estava adaptat a una locomoció una mica més ràpida que la d'altres casèids contemporanis. Tanmateix, Romano i Nicosia demostraren que els ossos de les extremitats de C. agilis no eren pas tots d'una gracilitat excessiva i que mostraven, en diversos casos, una major robustesa en comparació amb la majoria dels altres casèids. El radi, sobretot, és proporcionalment més robust que el de Cotylorhynchus que tanmateix és un casèid bastant més gros. Així doncs, Caseopsis tenia les extremitats anteriors més robustes que les posteriors, igual que en alguns altres casèids. Per a Romano, també podria ser que Caseopsis representés un estadi juvenil del gènere Cotylorhynchus. És una hipòtesi difícil de comprovar, principalment a causa de la manca de sèries ontogenètiques prou completes entre els casèids de grans dimensions. Si Caseopsis és efectivament un gènere vàlid, aleshores la presència de membres anteriors robustos seria independent de la necessitat de suportar una mida corporal enorme.